# جی گرایدون
جی گرایدون (انگلیسی: Jay Graydon؛ زادهٔ ۸ اکتبر ۱۹۴۹) یک آهنگساز اهل ایالات متحده آمریکا است.